# Howie McCarty
Howard Jerry "Howie" McCarty (Port Huron, Míchigan; 15 de abril de 1919 - 2 de junio de 2000) fue un jugador de baloncesto estadounidense que disputó una temporada en la BAA, y previamente dos más en la NBL. Con 1,88 metros de estatura, jugaba en la posición de escolta.

## Trayectoria deportiva

### Universidad
Jugó durante su etapa universitaria con los Warriors de la Universidad Estatal Wayne, convirtiéndose en el primer jugador de dicha institución en llegar a jugar en la BAA o la NBA.

### Profesional
Comenzó su andadura profesional en los Cleveland Allmen Transfers de la NBL, donde jugó una temporada en la que promedió 7,2 puntos por partido. Tras la desaparición del equipo, fichó por los Detroit Gems, donde disputó 16 partidos, en los que promedió 7,6 puntos.
En 1946 fichó por los Detroit Falcons de la recién creada BAA, con los que disputó la única temporada del equipo en la liga, promediando 1,1 puntos por partido.

#### Estadísticas en la BAA

##### Temporada regular
| Temporada | Edad | Equipo          | Liga | Pos. | P  | TIT | MIN | TC  | TCA | %TC  | 3P | 3PA | %3P | TL  | TLA | %TL  | R.OF. | R.DEF. | REB | ASIS | ROB | TAP | PER | FP  | PTS |
| 1946-47   |      | Detroit Falcons | BAA  |      | 19 |     |     | 0.5 | 4.3 | .122 |    |     |     | 0.1 | 0.5 | .100 |       |        |     | 0.1  |     |     |     | 1.2 | 1.1 |
| Total     |      |                 | BAA  |      | 19 |     |     | 0.5 | 4.3 | .122 |    |     |     | 0.1 | 0.5 | .100 |       |        |     | 0.1  |     |     |     | 1.2 | 1.1 |